# Seen in Belarus

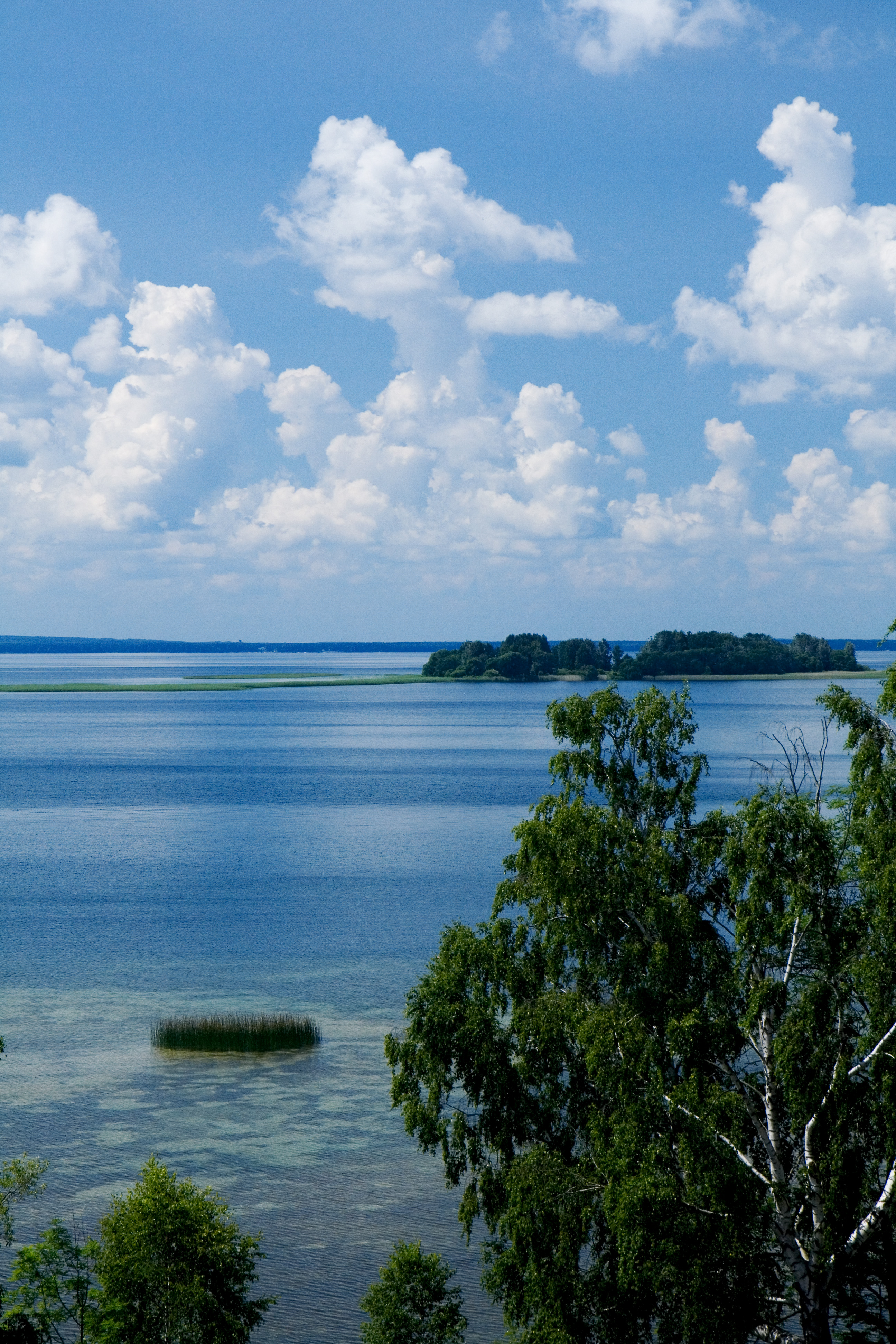
Naratsch

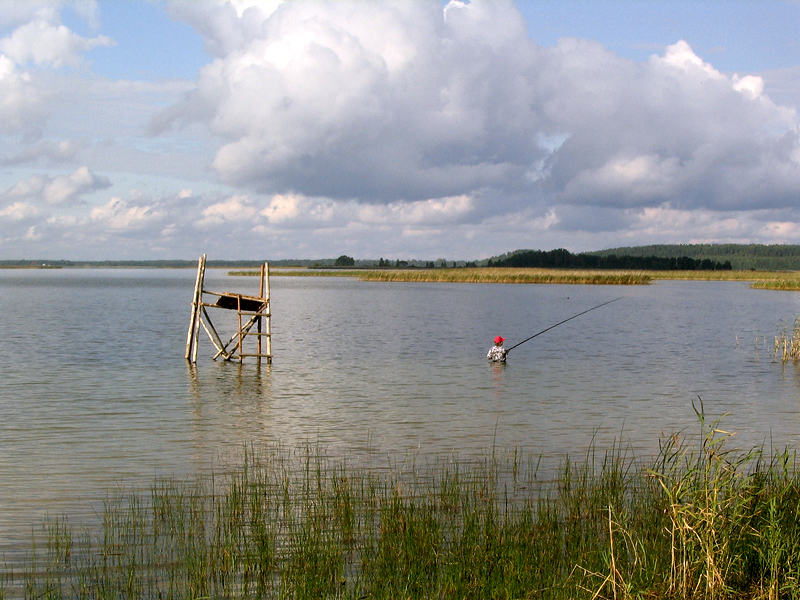
Snudy-See

Mehr als 10.000 Seen in Belarus mit einer Gesamtfläche von etwa 2000 km² machen etwa ein Prozent der Gesamtfläche des Landes aus, ihr Wasservolumen beträgt ca. 6 km³. Es gibt 20 Seen mit einer Fläche von mehr als 10 km².
Das größte stehende Binnengewässer ist der Naratsch (79,6 km²), der tiefste See der Lange See, Возера Доўгае, Tiefe 53,7 m. Zu den größten Seen zählen Aswejasee (52,8 km²), der allerdings zum größten Teil in Litauen liegende Dryswjaty-See (49 km²), der Rote See (40,8 km²), der Lukoml-See (37,7 km²), der Drywjaty (36,1 km²) und andere. Die meisten Seen liegen im Norden des Landes im Belarussischen Seengebiet und im Süden in Polesien. In einigen Gegenden wie im Rajon Braslau und im Rajon Uschatschy macht die Seenfläche bis zu 10 % des Territoriums aus.
Viele Seen finden sich in Gruppen oder durch Ketten kleiner Flüsse und Bäche gebildet, darunter die Uschatschy-Seen mit etwa vierzig Gewässern und das System von fünfzig Braslau-Seen, verbunden durch den Fluss Drujka.
In geomorphologischen Depressionen handelt es sich oft um eiszeitliche Gletscherseen (vor allem im Norden).
Seen im Norden des Landes liegen in der Regel innerhalb der glazialen Moränen und Ebenen bis zu Höhen von 160–180 m über dem Meeresspiegel. Die meisten von ihnen haben gut abgegrenzte Ufer und steile hohe Böschungen. Die größten Seen in der Polesien liegen in flachen sumpfigen Depressionen und sind von Mooren umgeben.
In der Vegetation wurden 500 Phytoplankton-Arten registriert, daneben andere Wasserpflanzen und Algen.
Neben Vertretern von Zooplankton in den Seen gibt es unter anderen Copepoden, Muscheln und Krustentiere. In Seen von Belarus werden mehr als 20 Arten von Edelfischen gefangen, die wertvollsten sind: Brachse, Karpfen und Flussbarsch. Von wirtschaftlicher Bedeutung ist auch der Europäische Aal.
Die Seen werden außer für Wasserwirtschaft und Fischfang auch für Bewässerung, Flussregulierung, die Versorgung der menschlichen Ansiedlungen und für Tourismus genutzt.